# Marion Clignet
Marion Clignet (Chicago, Estados Unidos, 22 de febrero de 1964) es una deportista francesa que compitió en ciclismo en las modalidades de pista, especialista en las pruebas de persecución individual y puntuación, y ruta.
Participó en tres Juegos Olímpicos de Verano, entre los años 1992 y Chicago, 2000, obteniendo en total dos medallas de plata: en Atlanta 1996 y en Sídney 2000, ambas en la prueba de persecución individual.
Ganó siete medallas en el Campeonato Mundial de Ciclismo en Pista entre los años 1991 y 2000.
En carretera obtuvo una medalla de oro en el Campeonato Mundial de Ciclismo en Ruta de 1991, en la prueba de contrarreloj por equipos.

## Medallero internacional

### Ciclismo en pista
| Juegos Olímpicos   | Juegos Olímpicos         | Juegos Olímpicos  | Juegos Olímpicos       |
| Año                | Lugar                    | Medalla           | Competición            |
| ------------------ | ------------------------ | ----------------- | ---------------------- |
| 1996               | Atlanta (Estados Unidos) | Medalla de plata  | Persecución individual |
| 2000               | Sídney (Australia)       | Medalla de plata  | Persecución individual |
| Campeonato Mundial |                          |                   |                        |
| Año                | Lugar                    | Medalla           | Competición            |
| 1991               | Stuttgart (Alemania)     | Medalla de bronce | Persecución individual |
| 1993               | Hamar (Noruega)          | Medalla de plata  | Persecución individual |
| 1994               | Palermo (Italia)         | Medalla de oro    | Persecución individual |
| 1996               | Mánchester (Reino Unido) | Medalla de oro    | Persecución individual |
| 1999               | Berlín (Alemania)        | Medalla de oro    | Persecución individual |
| 1999               | Berlín (Alemania)        | Medalla de oro    | Puntuación             |
| 2000               | Mánchester (Reino Unido) | Medalla de oro    | Puntuación             |

### Ciclismo en ruta
| Campeonato Mundial | Campeonato Mundial   | Campeonato Mundial | Campeonato Mundial       |
| Año                | Lugar                | Medalla            | Competición              |
| ------------------ | -------------------- | ------------------ | ------------------------ |
| 1991               | Stuttgart (Alemania) | Medalla de oro     | Contrarreloj por equipos |